# Fraccionamiento la Cantera
Fraccionamiento la Cantera är en ort i Mexiko.   Den ligger i kommunen Tarímbaro och delstaten Michoacán de Ocampo, i den södra delen av landet, 220 km väster om huvudstaden Mexico City. Fraccionamiento la Cantera ligger 1 906 meter över havet och antalet invånare är 775.
Terrängen runt Fraccionamiento la Cantera är varierad, och sluttar österut. Runt Fraccionamiento la Cantera är det tätbefolkat, med 411 invånare per kvadratkilometer. Närmaste större samhälle är Morelia, 7,9 km söder om Fraccionamiento la Cantera. I omgivningarna runt Fraccionamiento la Cantera växer huvudsakligen savannskog.